# Кубок мира по лёгкой атлетике 1989
5-й Кубок мира по лёгкой атлетике прошёл 8—10 сентября 1989 года на Олимпийском стадионе в Барселоне (Испания). В турнире приняли участие по 9 команд среди мужчин и женщин: 5 сборных континентов и 4 сильнейшие страны. На протяжении трёх дней участники боролись за командную победу по итогам 20 мужских и 16 женских легкоатлетических дисциплин.
К участию в Кубке мира 1989 года были допущены по 9 мужских и женских команд:
- Испания (страна-хозяйка)
- США
- По 2 лучшие сборные по итогам Кубка Европы 1989 года ( Великобритания и  ГДР у мужчин и  ГДР и  СССР у женщин)
- 5 сборных континентов: Азия, Америка, Африка, Европа, Океания

## Формат
В каждой из проводимых дисциплин выступал один человек от команды. Команда-победитель определялась по наибольшей набранной сумме очков. Очки начислялись следующим образомː за победу в дисциплине — 9 очков, 2-е место — 8 очков, 3-е место — 7 очков, 4-е — 6 очков, 5-е — 5 очков, 6-е — 4 очка, 7-е — 3 очка, 8-е — 2 очка, 9-е — 1 очко. Дисквалифицированные, сошедшие с дистанции, а также не имевшие зачётных попыток участники не получали ни одного очка.

## Соревнования
Выдающиеся индивидуальные результаты продемонстрировали две кубинские легкоатлетки. Ана Фиделия Кирот в беге на 800 метров чуть больше секунды уступила мировому рекорду Ярмилы Кратохвиловой (1.53,28) и показала третий результат в мировой истории, а также новый континентальный рекорд — 1.54,44. Днём ранее она выиграла эстафету 4×400 метров в составе сборной Америки, а в последний день стала трёхкратной победительницей турнира, финишировав первой на дистанции 400 метров.
Соотечественница Кирот, Сильвия Коста, была сильнейшей в прыжке в высоту с личным и континентальным рекордом — 2,04 м. На тот момент выше неё в истории лёгкой атлетики прыгали только три спортсменки: рекордсменка мира Стефка Костадинова, Людмила Андонова и Тамара Быкова.

## Командное первенство
Женская сборная ГДР выиграла Кубок мира в четвёртый раз подряд (из пяти возможных) с рекордным отрывом от второго места в 18 очков.
Среди мужчин титул чемпионов защитили легкоатлеты из США. Эта командная победа стала для них третьей в истории турнира.
| Место | Команда        | Очки  |
| ----- | -------------- | ----- |
| 1     | США            | 133   |
| 2     | Европа         | 127   |
| 3     | Великобритания | 119   |
| 4     | ГДР            | 116,5 |
| 5     | Африка         | 107   |
| 6     | Америка        | 97    |
| 7     | Азия           | 68,5  |
| 8     | Испания        | 64,5  |
| 9     | Океания        | 64,5  |

| Место | Команда | Очки |
| ----- | ------- | ---- |
| 1     | ГДР     | 124  |
| 2     | СССР    | 106  |
| 3     | Америка | 94   |
| 4     | Европа  | 89   |
| 5     | США     | 84,5 |
| 6     | Азия    | 67,5 |
| 7     | Африка  | 58   |
| 8     | Испания | 48   |
| 9     | Океания | 40   |

## Результаты

### Сильнейшие в отдельных видах — мужчины
Сокращения: WR — мировой рекорд | AR — рекорд континента | NR — национальный рекорд | CR — рекорд Кубка мира

| Дисциплина                          | 1-е место                                                              | 1-е место          | 2-е место                                                                       | 2-е место          | 3-е место                                                         | 3-е место          |
| ----------------------------------- | ---------------------------------------------------------------------- | ------------------ | ------------------------------------------------------------------------------- | ------------------ | ----------------------------------------------------------------- | ------------------ |
| 100 м (ветер: +0,5 м/с)             | Линфорд Кристи Великобритания                                          | 10,10              | Лерой Баррелл США                                                               | 10,15              | Даниэль Сангума Европа/Франция                                    | 10,17              |
| 200 м (ветер: +1,9 м/с)             | Робсон да Силва Америка/Бразилия                                       | 20,00 CR           | Флойд Хёрд США                                                                  | 20,36              | Олападе Аденикен Африка/Нигерия                                   | 20,38              |
| 400 м                               | Роберто Эрнандес Америка/Куба                                          | 44,58              | Йенс Карловиц ГДР                                                               | 44,86              | Габриэль Тиако Африка/Кот-д’Ивуар                                 | 44,97              |
| 800 м                               | Том Маккин Великобритания                                              | 1.44,95            | Йенс-Петер Херольд ГДР                                                          | 1.45,04            | Никсон Кипротич Африка/Кения                                      | 1.45,08            |
| 1500 м                              | Абди Биле Африка/Сомали                                                | 3.35,56            | Себастьян Коу Великобритания                                                    | 3.35,79            | Йенс-Петер Херольд ГДР                                            | 3.35,87            |
| 5000 м                              | Саид Ауита Африка/Марокко                                              | 13.23,14           | Джон Доэрти Европа/Ирландия                                                     | 13.25,39           | Хосе Луис Каррейра Испания                                        | 13.25,94           |
| 10 000 м                            | Сальваторе Антибо Европа/Италия                                        | 28.05,26           | Аддис Абебе Африка/Эфиопия                                                      | 28.06,43           | Антонио Прието Испания                                            | 28.07,42           |
| 3000 м с препятствиями              | Джулиус Кариуки Африка/Кения                                           | 8.20,84            | Алессандро Ламбрускини Европа/Италия                                            | 8.21,75            | Хаген Мельцер ГДР                                                 | 8.23,21            |
| 110 м с барьерами (ветер: +2,6 м/с) | Роджер Кингдом США                                                     | 12,87              | Колин Джексон Великобритания                                                    | 12,95              | Эмилио Валье Америка/Куба                                         | 13,21              |
| 400 м с барьерами                   | Дэвид Патрик США                                                       | 48,74              | Хенри Амайк Африка/Нигерия                                                      | 49,24              | Крисс Акабуси Великобритания                                      | 49,42              |
| Прыжок в высоту                     | Патрик Шёберг Европа/Швеция                                            | 2,34 м CR          | Далтон Грант Великобритания                                                     | 2,31 м             | Хавьер Сотомайор Америка/Куба                                     | 2,25 м             |
| Прыжок с шестом                     | Филипп Колле Европа/Франция                                            | 5,75 м             | Тим Брайт США                                                                   | 5,70 м             | Уве Лангхаммер ГДР                                                | 5,55 м             |
| Прыжок в длину                      | Ларри Майрикс США                                                      | 8,29 м (−1,6 м/с)  | Юсуф Алли Африка/Нигерия                                                        | 8,00 м (−0,4 м/с)  | Стюарт Фолкнер Великобритания                                     | 7,84 м (−0,3 м/с)  |
| Тройной прыжок                      | Майк Конли США                                                         | 17,49 м (+1,9 м/с) | Владимир Иноземцев Европа/СССР                                                  | 17,31 м (+1,8 м/с) | Джонатан Эдвардс Великобритания                                   | 17,28 м (+1,1 м/с) |
| Толкание ядра                       | Ульф Тиммерман ГДР                                                     | 21,68 м            | Вернер Гюнтёр Европа/Швейцария                                                  | 21,40 м            | Рэнди Барнс США                                                   | 21,10 м            |
| Метание диска                       | Юрген Шульт ГДР                                                        | 67,12 м            | Луис Делис Америка/Куба                                                         | 66,72 м            | Рольф Даннеберг Европа/ФРГ                                        | 65,30 м            |
| Метание молота                      | Хайнц Вайс Европа/ФРГ                                                  | 77,68 м            | Лэнс Дил США                                                                    | 76,38 м            | Ральф Хабер ГДР                                                   | 76,28 м            |
| Метание копья                       | Стив Бакли Великобритания                                              | 85,90 м CR         | Кадзухиро Мидзогути Азия/Япония                                                 | 82,56 м            | Фолькер Хадвих ГДР                                                | 80,30 м            |
| Эстафета 4×100 м                    | США · Андре Кэйсон · Тони Дис · Дарон Кансил · Слип Уоткинс            | 38,29              | Великобритания · Кларенс Каллендер · Джон Реджис · Маркус Адам · Линфорд Кристи | 38,34              | Европа Макс Мориньер Жиль Кенеэрве Брюно Мари-Роз Даниэль Сангума | 38,47              |
| Эстафета 4×400 м                    | Америка Ласаро Мартинес Сержио Менезес Ховард Бёрнетт Роберто Эрнандес | 3.00,65            | США · Кларенс Дэниел · Оливер Бриджес · Раймонд Пьер · Антонио Петтигрю         | 3.00,99            | Африка Симон Кипкембой Лукас Санг Дэвид Китур Габриэль Тиако      | 3.01,88            |

### Сильнейшие в отдельных видах — женщины
| Дисциплина                          | 1-е место                                                                | 1-е место         | 2-е место                                                                       | 2-е место         | 3-е место                                                                 | 3-е место         |
| ----------------------------------- | ------------------------------------------------------------------------ | ----------------- | ------------------------------------------------------------------------------- | ----------------- | ------------------------------------------------------------------------- | ----------------- |
| 100 м (ветер: −1,1 м/с)             | Шейла Эчолс США                                                          | 11,18             | Мэри Оньяли Африка/Нигерия                                                      | 11,23             | Зильке Мёллер ГДР                                                         | 11,24             |
| 200 м (ветер: +0,2 м/с)             | Зильке Мёллер ГДР                                                        | 22,46             | Мэри Оньяли Африка/Нигерия                                                      | 22,82             | Грейс Джексон Америка/Ямайка                                              | 22,87             |
| 400 м                               | Ана Фиделия Кирот Америка/Куба                                           | 50,60             | Грит Бройер ГДР                                                                 | 50,67             | Фалилат Огункойя Африка/Нигерия                                           | 51,67             |
| 800 м                               | Ана Фиделия Кирот Америка/Куба                                           | 1.54,44 AR CR     | Зигрун Водарс ГДР                                                               | 1.55,70           | Дойна Мелинте Европа/Румыния                                              | 1.56,55           |
| 1500 м                              | Паула Иван Европа/Румыния                                                | 4.18,60           | Екатерина Подкопаева СССР                                                       | 4.19,44           | Ивонн Май ГДР                                                             | 4.20,30           |
| 3000 м                              | Ивонн Маррей Европа/Великобритания                                       | 8.44,32           | Татьяна Позднякова СССР                                                         | 8.49,42           | Пэттисью Пламер США                                                       | 8.54,33           |
| 10 000 м                            | Катрин Улльрих ГДР                                                       | 31.33,92 CR       | Ингрид Кристиансен Европа/Норвегия                                              | 31.42,01          | Наталья Сорокивская СССР                                                  | 32.15,53          |
| 100 м с барьерами (ветер: −0,3 м/с) | Корнелия Ошкенат ГДР                                                     | 12,60 CR          | Людмила Нарожиленко СССР                                                        | 12,80             | Линда Толберт США                                                         | 12,86             |
| 400 м с барьерами                   | Сандра Фармер-Патрик США                                                 | 53,84 CR          | Татьяна Ледовская СССР                                                          | 54,68             | Салли Ганнелл Европа/Великобритания                                       | 55,25             |
| Прыжок в высоту                     | Сильвия Коста Америка/Куба                                               | 2,04 м AR CR      | Тамара Быкова СССР                                                              | 1,97 м            | Галина Астафей Европа/Румыния                                             | 1,94 м            |
| Прыжок в длину                      | Галина Чистякова СССР                                                    | 7,10 м (+1,3 м/с) | Марьета Илку Европа/Румыния                                                     | 6,71 м (+1,2 м/с) | Николь Богман Океания/Австралия                                           | 6,64 м (+1,5 м/с) |
| Толкание ядра                       | Хуан Чжихун Азия/Китай                                                   | 20,73 м           | Хайке Хартвиг ГДР                                                               | 20,62 м           | Клаудия Лош Европа/ФРГ                                                    | 20,10 м           |
| Метание диска                       | Ильке Вилудда ГДР                                                        | 71,54 м CR        | Хоу Сюэмэй Азия/Китай                                                           | 66,04 м           | Марица Мартен Америка/Куба                                                | 65,40 м           |
| Метание копья                       | Петра Фельке ГДР                                                         | 70,32 м CR        | Чжан Ли Азия/Китай                                                              | 61,50 м           | Лаверн Ив Америка/Багамские Острова                                       | 60,32 м           |
| Эстафета 4×100 м                    | ГДР · Керстин Берендт · Сабина Гюнтер · Зильке Мёллер · Корнелия Ошкенат | 42,21             | СССР · Наталья Ковтун · Галина Мальчугина · Татьяна Папилина · Наталья Воронова | 42,76             | США · Шейла Эчолс · Эстер Джонс · Дон Сауэлл · Венди Верин                | 42,83             |
| Эстафета 4×400 м                    | Америка Чармейн Крукс Полин Дэвис Грейс Джексон Ана Фиделия Кирот        | 3.23,05           | ГДР · Аннетт Хессельбарт · Катрин Шрайтер · Кристин Вахтель · Грит Бройер       | 3.23,97           | СССР · Людмила Джигалова · Елена Голешева · Марина Шмонина · Елена Рузина | 3.26,15           |